# معقدات القمة
معقدات القمة أو بوغيات أو غبيريات (الاسم العلمي: Apicomplexa) هي شعبة من أسناخ صبغية تتبع قسم الطلائعيات السناخية.

## التصنيف
- المخروطانيات
  - الأكريات